# Adresa: L.A.
Adresa: L.A. (v anglickém originále The L.A. Complex) je kanadský dramatický televizní seriál, jehož autorem je Martin Gero. Premiérově byl vysílán v roce 2012 na stanici MuchMusic. Celkově bylo natočeno 19 dílů ve dvou řadách.

## Příběh
Abby Vargasová se přestěhuje do Los Angeles se snem stát se herečkou. Zabydlí se bytovém komplexu plném dvacátníků, kteří mají své sny a ambice a chtějí se stát herci, tanečníky, producenty a komiky.

## Obsazení
- Jonathan Patrick Moore jako Connor Lake
- Joe Dinicol jako Nick Wagner
- Chelan Simmons jako Alicia Loweová (1. řada, jako host ve 2. řadě)
- Cassie Steele jako Abby Vargasová
- Benjamin Charles Watson jako Tariq Muhammad (1. řada, jako host ve 2. řadě)
- Jewel Staite jako Raquel Westbrooková
- Dayle McLeod jako Beth Pirelliová (2. řada)
- Michael Levinson jako Simon Pirelli (2. řada)
- Georgina Reilly jako Sabrina Reynolds (2. řada, jako host v 1. řadě)

## Vysílání
| Řada | Díly | Premiéra v Kanadě | Premiéra v Kanadě | Premiéra v ČR  | Premiéra v ČR |
| Řada | Díly | První díl         | Poslední díl      | První díl      | Poslední díl  |
| ---- | ---- | ----------------- | ----------------- | -------------- | ------------- |
| 1    | 6    | 10. ledna 2012    | 14. února 2012    | 17. dubna 2013 | vysíláno      |
| 2    | 13   | 17. července 2012 | 24. září 2012     | vysíláno       | vysíláno      |